# LK I
LK I (Leichter Kampfwagen I) war ein leichter Deutscher Panzer aus dem Ersten Weltkrieg.

## Geschichte
Da mit dem A7V in Bezug auf Größe, Gewicht sowie Leistung die Grenze der Zweckmäßigkeit schon erreicht waren, eine bedeutende Produktionserhöhung auf Grund fehlender Ressourcen nicht zu erwarten war, sollte ein leichter Panzer, welcher in großer Zahl zu fertigen wäre, geschaffen werden. Als Grundlage zu diesem Fahrzeug sollten, seit dem Beginn des Krieges stillgelegte, als „Benzin- und Reifenfresser“ bezeichnete PKW dienen. Nach dem Vorbild des britischen Whippet entwarf Joseph Vollmer den LK I, welcher auf dem zivilen Chassis eines PKW der Daimler-Motoren-Gesellschaft aufgebaut wurde. Dadurch bedingt wurde der Motor im Vorderteil des Fahrzeugs untergebracht, während die drei Besatzungsmitglieder dahinter Platz hatten. Die Panzerungsdicke betrug zwischen 8 und 14 mm, die Bewaffnung bestand aus einem 7,92-mm-Maschinengewehr, das in einem Turm, am Heck des Fahrzeuges, untergebracht war.
Anfang 1918 wurde der Prototyp in (Berlin-)Marienfelde vorgeführt, wobei er gut abschnitt. Da er jedoch zu schwach erschien, wurde er vom Kriegsministerium abgelehnt. Joseph Vollmer nahm daraufhin einige Veränderungen vor und entwickelte aus ihm den LK II, welcher dann zur Serienfertigung vorgesehen wurde. Diese fand auf Grund des Kriegsendes nicht mehr statt.